# Nota de 10 euros
A nota de dez euros (€10) é a quarta nota de euro de menor valor e tem sido usada desde a finalização do euro (em sua forma em espécie) em 1996. A nota é usada nos 22 países que têm o euro como única moeda (20 deles a adotando legalmente); com uma população de cerca de 332 milhões.
É a segunda menor nota, medindo 127x67mm e tem um esquema de cor vermelha. As notas de dez euros retraram pontes e arcos/portais em arquitetura românica (entre os séculos XI e XII).
A nota de dez euros contém inúmeros recursos de segurança complexos como marcas d'água, tinta invisível, hologramas e microimpressões que provam sua autenticidade. Em setembro de 2011, havia cerca de 2.005.149.600 (dois bilhões, cinco milhões, cento e quarenta e nove mil e seiscentas) notas de dez euros em circulação em toda a Zona Euro.

## História

### Antes da introdução
O euro foi estabelecido em 1 de janeiro de 1999, quando veio a ser a moeda de mais de 300 milhões de pessoas na Europa. Durante os primeiros três anos de sua existência, o euro foi uma moeda invisível, usada apenas em contabilidade. O euro em espécie não foi introduzido até 1 de janeiro de 2002, quando substituiu as notas e moedas de 12 países da Zona Euro, como, por exemplo, o franco belga, o escudo português ou a coroa eslovaca.

### Depois da introdução
O período de transição durante o qual as antigas notas e moedas foram trocadas pelas do euro durou cerca de dois meses, até 28 de fevereiro de 2002. A data oficial em que as moedas nacionais deixaram de ter curso legal variou de estado-membro para estado-membro. A que mais se estendeu foi na Alemanha, onde o marco deixou oficialmente de ter curso legal em 31 de dezembro de 2001, embora o período de troca tenha durado por mais dois meses. Mesmo depois que as antigas moedas deixaram de ter valor legal, elas continuaram a ser aceitas pelos bancos centrais nacionais por períodos que variam de dez anos até sempre.

### Mudanças
Até os dias de hoje só houve uma série de notas de euro, entretanto uma segunda série esteja prevista para ser introduzida nos próximos anos. A emissão  rubricadas das notas tem a assinatura do presidente do Banco Central Europeu, Wim Duisenberg, que foi substituído em 1 de novembro de 2003 por Jean-Claude Trichet, cuja assinatura aparece nas edições seguintes.

## Desenho

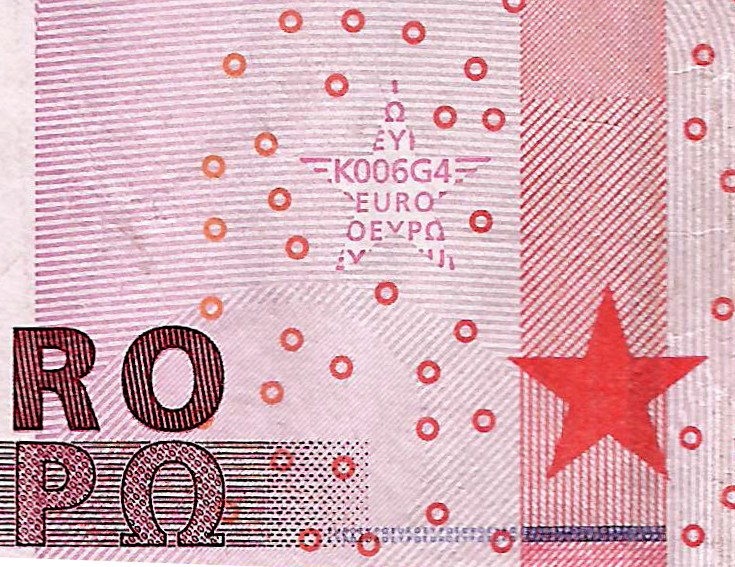
Close up do código impresso na nota de 10 euros, mostrando microimpressão, inscrição em relevo e o desenho da EURion

A nota de dez euros é a segunda menor com 127mm×67mm, com um esquema de cor vermelha. Todas as notas retratam pontes e arcos/portais em um estilo europeu histórico diferente; a nota de dez euros exibe a era românica (entre os séculos XI e XII). Embora os projetos originais de Robert Kalina tivessem a intenção de mostrar monumentos reais, por razões políticas a ponte e a arte são exemplos meramente hipotéticos de arquitetura.
Como todas as notas de euro, ela contém a denominação, a bandeira da União Europeia, a assinatura do presidente do BCE e as iniciais do banco em diferentes idiomas da UE, uma representação dos territórios ultramarinos da UE, as estrelas da bandeira da UE e os doze recursos de segurança listados abaixo.

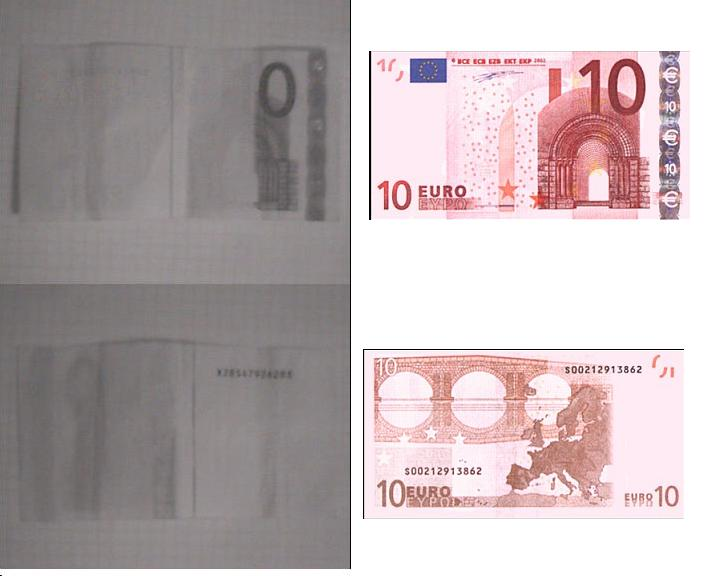
Comparação entre uma nota sob luz infravermelha (à esquerda), e uma nota sob luz normal (à direita).

### Recursos de segurança
Por ser uma nota de baixo valor, os recursos de segurança dessa nota não são tantos quanto nas outras. Nos entanto, ela é protegida por: 
- Um Holograma,[1] incline a nota e pode-se ver a imagem do holograma entre o valor e uma janela ou portal, mas ao fundo, pode-se ver círculos concêntricos de microletras coloridos como arco-íris movendo-se do centro para as bordas do fragmento.[11]
- A Constelação EURion,[1] processos de impressão especiais dão às notas de euro sua sensação tátil ímpar.
- Uma faixa brilhante,[1] incline a nota e uma faixa brilhante mostrando o valor numérico e o símbolo do euro irá aparecer.
- Marcas d'água,[1] aparece quando a nota está contra a luz.
- Impressão em relevo,[1] métodos especiais de impressão faz a tinta parecer sobrelevada ou mais espessa na imagem principal, na inscrição e nos números do valor na frente das notas. De modo a sentir a impressão em relevo, passe seu dedo sobre ela ou arranhe suavemente com a unha.[12]
- Tinta invisível,[1] Sob luz ultravioleta, o papel em si não deve brilhar, as fibras incorporadas no papel devem aparecer, e devem ser de cor vermelha, azul e verde, a bandeira da União Europeia parece verde e tem estrelas alaranjadas, a assinatura do presidente do BCE fica verde, as estrelas grandes e os círculos pequenos na frente brilham, e o mapa europeu, uma ponte e o número do valor da nota na parte de trás aparecem em amarelo.[13]
- Microimpressão,[1] Em numerosas áreas das notas pode-se ver microimpressões, por exemplo, dentro do "ΕΥΡΩ" (EURO em caracteres gregos) no anverso. Precisa-se de uma lupa para vê-la. O texto minúsculo é nítido, e não borrado.[13]
- Uma faixa de segurança,[1] A faixa de segurança está incorporada no papel da nota. Segure a nota contra a luz — a faixa aparecerá como uma linha escura. A palavra "EURO" e o valor podem ser vistos em letras minúsculas na faixa.[14]
- Perfurações,[1] Segure a nota contra a luz. Você deverá ver perfurações no holograma que irá formar o símbolo €. Você deverá ver também pequenos números mostrando o valor.[14]
- Uma superfície emaranhada,[1] o papel da nota é feito de algodão puro, que se sente fresco fresco e resistente, e não flácido e ceroso.[12]
- Códigos de barra,[1]
- Um número de série,[1] como em toda nota.

## Circulação
Em setembro de 2011 havia aproximadamente 2.005.149.600 (dois mil e cinco milhões e cento e quarenta e nove mil e seiscentas) notas de 10 € em circulação na Zona Euro. O que soma aproximadamente €20.051.496.200 em notas de €10. O Banco Central Europeu está a acompanhar atentamente a circulação e o estoque de moedas e notas de euro. É uma tarefa do Eurosystem assegurar uma oferta eficiente e harmoniosa de notas e manter sua integridade por toda a área do euro.

## Impacto ambiental
Como uma instituição favorável ao meio ambiente, o BCE se esforça para fazer um uso sensato dos recursos naturais, para manter a qualidade do mundo e para salvar a saúde das pessoas na produção e fornecimento de notas de euro.
As notas de euro são seguras para o uso: resultados de testes independentes confirmaram que o euro observa o cumprimento de todos os regulamentos da União Europeia, incluindo uma grande variedade de substâncias químicas em notas de euro. Todas as substâncias nas notas têm mostrado uma concentração de abaixo de qualquer limite.

## Rastreamento
Existem várias comunidades de pessoas a nível europeu que, como um hobby, mantêm o controle das notas que passam por suas mãos, e sabem por onde elas viajaram usando o EuroBillTracker. O objetivo é registrar tantas notas quanto possível, a fim de saber detalhes sobre sua propagação, como de onde e para onde viajam em geral, segui-las, como onde uma nota foi vista em particular, e gerar estatísticas e rankings, por exemplo, em quais países há mais notas. EuroBillTracker registrou mais de 96 milhões de notas em outubro de 2011, no valor de mais de €1,876 bilhões.